# Alexeï Bérézoutski
Pour les articles homonymes, voir Berezoutski.
Alexeï Vladimirovitch Bérézoutski (en russe : Алексей Владимирович Березуцкий) est un footballeur international russe né le 20 juin 1982 à Moscou. Professionnellement actif de 1999 à 2018, il a principalement joué au poste de défenseur central, bien qu'il ait également évolué régulièrement aux postes d'arrière gauche et de milieu défensif. Il est le frère jumeau de Vassili Bérézoutski, également footballeur, qu'il côtoie durant la grande majorité de sa carrière.
Formé à l'école de football Smena de Moscou au début des années 1990, Bérézoutski intègre le centre de formation du Torpedo-ZIL en 1997 avant d'en intégrer l'équipe première deux ans plus tard. Après un prêt de six mois au Tchernomorets Novorossiisk en début d'année 2001, il est recruté par le CSKA Moscou en juillet de la même année, étant rejoint dès l'hiver suivant par son frère Vassili. Il évolue par la suite continuellement au CSKA pendant près de dix-sept ans, y remportant la Coupe UEFA en 2005 ainsi que le championnat russe et la coupe de Russie à six reprises entre de 2003 et 2018, année qui le voit annoncer sa retraite sportive en même temps que son frère.
Bérézoutski évolue également à cinquante-sept reprises sous le maillot de la sélection russe entre 2003 et 2016, prenant ainsi part au championnat d'Europe de 2008 qui voit la Russie atteindre les demi-finales de la compétition. Il participe par la suite aux Euros de 2012 et de 2016 avant d'annoncer sa retraite internationale à l'issue de ce dernier tournoi.

## Biographie

### Carrière de joueur

#### Formation et débuts professionnels
Nés le 20 juin 1982 d'une mère comptable et d'un père professeur d'éducation physique, Alexeï et Vassili Bérézoutski se mettent rapidement au football, intégrant l'école de football Smena dès l'âge de huit ans. Après sept années dans l'école, et alors qu'ils songent à se mettre au basket-ball, les deux joueurs sont contactés par Vladimir Kobzev qui les invite au centre de formation du Torpedo-ZIL en 1997. Après un an et demi de formation, ils signent tous les deux leurs premiers contrats professionnels en 1999 et intègrent l'équipe première.
Alexeï fait ses débuts professionnels à l'âge de dix-sept ans face à Tom Tomsk le 24 octobre 2000, à l'occasion de l'avant-dernière journée de la deuxième division. Il prend par la suite part à la dernière rencontre de la saison qui voit le Torpedo terminer deuxième du championnat et accéder à la première division. Il est cependant prêté au Tchernomorets Novorossiisk durant la première moitié de la saison 2001, ce qui constitue le seul moment de sa carrière où il n'est pas accompagné par son frère, où il dispute quatorze matchs, inscrivant par la même occasion son premier but face au Rostselmach Rostov, avant d'être recruté par le CSKA Moscou de Valeri Gazzaev durant le mois de juillet 2001, où il est rejoint par son frère dès la fin de la saison.

#### CSKA Moscou (2002-2018)
Inutilisé à la fin de la saison 2001 et ne pouvant démarrer la saison 2002 en raison d'une blessure à la cheville, Alexeï fait ses débuts avec le CSKA le 8 mai 2002 contre le Torpedo-ZIL. Mis en concurrence en défense avec Deividas Šemberas, Viatcheslav Daïev ou encore Denis Ievsikov, il dispute en tout dix-neuf matchs pour sa première saison au club, découvrant notamment la coupe d'Europe en prenant part à deux matchs de Coupe UEFA face à Parme. Le départ de Daïev au Chinnik Iaroslavl en début d'année 2003 lui permet de s'imposer comme titulaire, disputant l'intégralité des matchs de la saison 2003 tandis que le CSKA remporte le championnat, constituant son premier titre avec le club. Ses performances d'alors sont parfois critiquées en raison d'erreurs de positionnement et d'un jeu au pied défaillant, attribués au manque d'expérience du joueur. Il figure la saison suivante parmi les trente-trois meilleurs joueurs du championnat, se classant comme deuxième meilleur latéral gauche derrière Dmitri Sennikov du Lokomotiv Moscou.
L'année 2005 est un grand succès pour le club, qui remporte le championnat, la coupe de Russie ainsi que la Coupe UEFA. Alexeï est alors un joueur clé de l'équipe, apparaissant cinquante fois au cours de la saison. Il inscrit notamment son premier but avec le CSKA au cours de la finale de la Coupe UEFA face au Sporting Portugal le 18 mai, permettant à son équipe d'égaliser avant que celle-ci ne l'emporte finalement 3-1 pour remporter la première compétition européenne de l'histoire du football russe. Il remporte un nouveau doublé coupe-championnat l'année suivante, qui le voit également connaître la première expulsion de sa carrière à la fin du match de supercoupe face au Spartak Moscou le 11 mars 2006.

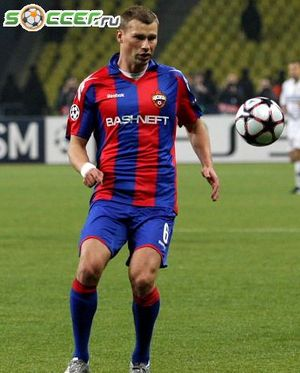
Bérézoutski en 2010.

La saison 2007 est plus difficile pour le club, qui est rapidement distancé en championnat et connaît de grosses difficultés défensives au cours de la saison, avant de terminer finalement troisième. Après une deuxième place et une victoire en coupe à l'issue de la saison 2008, l'entraîneur Gazzaev quitte son poste et est remplacé par le Brésilien Zico. Celui-ci décide de se passer presque totalement de ses services durant la première partie de la saison 2009, ne le titularisant que lors des deux premiers matchs avant de le faire revenir dans le onze titulaire au début du mois d'août,. Retrouvant sa place dans la défense moscovite pour la fin de saison, il ne peut empêcher l'équipe de terminer à une décevante cinquième place en championnat, tandis que Zico est renvoyé au mois de septembre pour être remplacé par Juande Ramos lui-même remplacé par Leonid Sloutski dès la fin octobre pour terminer la saison. Alexeï est par ailleurs impliqué quelques jours plus tard dans une affaire de dopage en compagnie de son coéquipier Sergueï Ignachevitch, les deux échouant à un test antidopage à l'issue du match de Ligue des champions contre Manchester United le 3 novembre 2009. L'échec au test est finalement attribué à la prise non-rapportée d'un médicament et les deux joueurs se voient infliger un match de suspension, qui est rétroactivement appliqué à la rencontre face au Beşiktaş pour lequel ils avaient été suspendus à titre conservatoire.
Retrouvant sa place de titulaire avec Sloutski lors des saisons 2010 et 2011-2012, Alexeï dispute notamment quarante matchs lors de cette dernière saison, la plupart du temps en tant que latéral gauche mais également sur le côté droit et en défense centrale, marquant sa forte polyvalence. Il perd cependant une nouvelle fois sa place lors de la saison suivante qui ne le voit jouer que cinq matchs en championnat, suscitant l'interrogation de certains observateurs tandis que d'autres expliquent cela par une baisse du niveau du joueur avec l'âge, qui atteint les trente ans à cette période. Son manque de temps de jeu n'empêche pas le CSKA de remporter son premier titre de champion de Russie en sept ans à l'issue de la saison. Son statut de remplaçant est confirmé lors des saisons suivantes, qui le voient jouer respectivement treize matchs de championnat en 2013-2014 et sept la saison suivante.
Alexeï retrouve cependant une place relative de titulaire à partir de la saison 2015-2016, qui le voit être titularisé dans la moitié des matchs de championnat et être plus impliqué dans la rotation de l'équipe. Il dispute par ailleurs son cinquantième match de Ligue des champions le 29 juillet 2015, devenant le premier joueur du CSKA à atteindre ce chiffre, ainsi que son trois-centième match de championnat le 24 avril 2016, qui le voit inscrire son premier but depuis novembre 2010, face au Dynamo Moscou, tandis que le joueur remporte son sixième titre de champion à l'issue de la saison. Le remplacement de Sloutski par Viktor Goncharenko en décembre 2016 voit son replacement au poste de défenseur central dans le cadre d'un système en 3-5-2, où il joue régulièrement, bien qu'il soit frappé par plusieurs blessures vers la fin de sa carrière, le faisant rater plusieurs matchs,. Après vingt-neuf matchs disputés à l'issue de la saison 2017-2018, lui et son frère Vassili annoncent simultanément leurs retraites sportives à l'âge de 36 ans en juillet 2018.

### Carrière internationale
Avec les équipes de jeunes de la Russie, Bérézoutski prend notamment part au championnat d'Europe des moins de 16 ans en 1999, qui voit son équipe ne pas dépasser la phase de groupes. Il dispute par la suite sept matchs avec l'équipe des espoirs entre 2001 et 2003, participant aux qualifications des Euros espoirs de 2001 et 2002.
Sélectionné par son entraîneur au CSKA Valeri Gazzaev, Bérézoutski fait ses débuts avec la sélection russe le 12 février 2003 lors des dernières minutes d'un tournoi amical contre Chypre, avant de connaître sa première titularisation le lendemain face à la Roumanie. Son premier match officiel se passe un mois plus tard, Alexeï étant titularisé lors du match de qualification à l'Euro 2004 contre l'Albanie. La rencontre débouche sur une lourde défaite 3-1, avec notamment des erreurs de Bérézoutski sur deux des buts encaissés, entraînant de fortes critiques envers la sélection ainsi que sa titularisation en défense,.

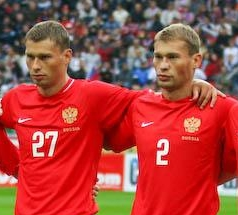
Les frères Bérézoutski en 2007.

Il n'est par la suite plus sélectionné pour le reste de la campagne de qualification, ni pour la phase finale de la compétition pour laquelle les Russes parviennent finalement à se qualifier mais sont éliminés dès la phase de groupes. Le début des qualifications à la Coupe du monde 2006 voit cependant la Russie être rapidement mise en difficulté, avec notamment une lourde défaite 7-1 au Portugal, amenant à une réorganisation de l'équipe et au retour de Bérézoutski en sélection qui est aligné dès le match suivant face à l'Estonie le 17 novembre 2004. L'équipe ne parvient cependant pas à refaire son retard et échoue à se qualifier pour la compétition. Il conserve cependant sa place de titulaire dans la défense sous les ordres de Guus Hiddink pour les éliminatoires de l'Euro 2008, disputant neuf des dix matchs et contribuant à la qualification de la sélection, notamment aux dépens de l'Angleterre. Il ne dispute cependant aucun match de la phase finale, étant notamment handicapé par des problèmes au canal inguinal le forçant à passer la compétition sur le banc, tandis que la Sbornaïa atteint les demi-finales avant d'être éliminée par le futur vainqueur espagnol.
Bérézoutski ne retrouve cependant pas sa place de titulaire après la compétition, étant notamment dépassé par Sergueï Ignachevitch et Denis Kolodine. Il ne prend ainsi part qu'à deux matchs de qualification à la Coupe du monde 2010 pour laquelle la Russie ne parvient pas à se qualifier après sa défaite en barrages face à la Slovénie. Peu après l'éviction d'Hiddink et la nomination de Dick Advocaat au poste de sélectionneur, il prend part en grande partie aux éliminatoires de l'Euro 2012 pour laquelle la Russie se qualifie, et dispute l'intégralité de la compétition, qui s'achève rapidement pour la sélection qui est éliminée dès la phase de groupes. Par la suite, son manque de temps de jeu avec le CSKA amène à sa mise à l'écart de la sélection pendant plus de trois ans, il rate ainsi le Mondial 2014 où les Russes sont une nouvelle fois éliminés au premier tour. Bérézoutski est rappelé en sélection par Leonid Sloutski à partir de septembre 2015 et prend part à la fin des qualifications à l'Euro 2016 ainsi qu'à la phase finale du tournoi, qui s'achève à nouveau sur une élimination en phase de groupes. Il s'agit de sa dernière compétition, n'étant par la suite plus sélectionné tandis les frères Bérézoutski annoncent tous deux leurs retraites internationales en mars 2018.

### Carrière d'entraîneur
En novembre 2018, quelques mois après leur retraite sportive, Alexeï Bérézoutski et son frère Vassili rejoignent tous les deux le club néerlandais du Vitesse Arnhem en tant qu'adjoints de Leonid Sloutski, leur ancien entraîneur au CSKA Moscou et avec la sélection russe. Ils restent par la suite en poste jusqu'au départ de ce dernier en novembre 2019. Au mois de janvier 2020, ils effectuent leur retour au CSKA Moscou en tant que directeurs généraux adjoints pour les affaires sportives avant que Vassili ne devienne adjoint de l'équipe première sous les ordres de Viktor Goncharenko dès le mois d'août suivant puis d'être suivi par Alexeï au mois de janvier 2021.
Après le départ de Goncharenko à la fin du mois de mars 2021, Alexeï fait le choix de rester au CSKA sous la direction d'Ivica Olić tandis que Vassili rejoint le premier au FK Krasnodar dès le mois suivant. Après la démission d'Olić à l'issue de la saison 2020-2021, Alexeï Bérézoutski devient entraîneur de l'équipe première par intérim avant d'être confirmé dans ses fonctions à la mi-juillet pour l'exercice suivant. Sous ses ordres, le CSKA navigue principalement entre la troisième et la sixième position avant de se classer finalement cinquième à trois points du podium. À l'issue de la saison, Bérézoutski quitte ses fonctions d'entraîneur.

## Statistiques
| Saison                | Club                              | Championnat           | Championnat | Championnat | Coupe(s) nationale(s) | Coupe(s) nationale(s) | Supercoupe | Supercoupe | Compétition(s) continentale(s) | Compétition(s) continentale(s) | Compétition(s) continentale(s) | Russie | Russie | Total | Total |
| Saison                | Club                              | Division              | M.          | B.          | M.                    | B.                    | M.         | B.         | Comp.                          | M.                             | B.                             | M.     | B.     | M.    | B.    |
| 2000                  | Torpedo-ZIL Moscou                | D2                    | 2           | 0           | -                     | -                     | -          | -          | -                              | -                              | -                              | -      | -      | 2     | 0     |
| 2001                  | Tchernomorets Novorossiisk (prêt) | D1                    | 14          | 1           | -                     | -                     | -          | -          | -                              | -                              | -                              | -      | -      | 14    | 1     |
| Sous-total            | Sous-total                        | Sous-total            | 16          | 1           | -                     | -                     | -          | -          | -                              | -                              | -                              | -      | -      | 16    | 1     |
| 2002                  | CSKA Moscou                       | D1                    | 16          | 0           | 1                     | 0                     | -          | -          | C3                             | 2                              | 0                              | -      | -      | 19    | 0     |
| 2003                  | CSKA Moscou                       | D1                    | 30          | 0           | 3                     | 0                     | 1          | 0          | C1                             | 1                              | 0                              | 4      | 0      | 39    | 0     |
| 2004                  | CSKA Moscou                       | D1                    | 27          | 0           | 1                     | 0                     | 1          | 0          | C1                             | 10                             | 0                              | -      | -      | 39    | 0     |
| 2005                  | CSKA Moscou                       | D1                    | 27          | 2           | 8                     | 0                     | -          | -          | C3+SC                          | 14+1                           | 1+0                            | 9      | 0      | 59    | 3     |
| 2006                  | CSKA Moscou                       | D1                    | 29          | 0           | 7                     | 0                     | 1          | 0          | C1                             | 8                              | 0                              | 7      | 0      | 52    | 0     |
| 2007                  | CSKA Moscou                       | D1                    | 26          | 0           | 3                     | 0                     | 1          | 0          | C3+C1                          | 6+2                            | 0                              | 9      | 0      | 47    | 0     |
| 2008                  | CSKA Moscou                       | D1                    | 24          | 2           | 3                     | 0                     | -          | -          | C3                             | 5                              | 2                              | 2      | 0      | 34    | 4     |
| 2009                  | CSKA Moscou                       | D1                    | 16          | 0           | 2                     | 0                     | 1          | 0          | C3+C1                          | 5+4                            | 0                              | 3      | 0      | 31    | 0     |
| 2010                  | CSKA Moscou                       | D1                    | 23          | 1           | -                     | -                     | 1          | 0          | C1+C3                          | 4+6                            | 0                              | 2      | 0      | 36    | 1     |
| 2011-2012             | CSKA Moscou                       | D1                    | 40          | 0           | 5                     | 0                     | -          | -          | C1                             | 8                              | 0                              | 15     | 0      | 68    | 0     |
| 2012-2013             | CSKA Moscou                       | D1                    | 5           | 0           | 5                     | 0                     | -          | -          | -                              | -                              | -                              | -      | -      | 10    | 0     |
| 2013-2014             | CSKA Moscou                       | D1                    | 13          | 0           | 3                     | 0                     | 1          | 0          | C1                             | 5                              | 0                              | -      | -      | 22    | 0     |
| 2014-2015             | CSKA Moscou                       | D1                    | 7           | 0           | 1                     | 0                     | -          | -          | C1                             | 2                              | 0                              | -      | -      | 10    | 0     |
| 2015-2016             | CSKA Moscou                       | D1                    | 21          | 1           | 4                     | 0                     | -          | -          | C1                             | 9                              | 0                              | 7      | 0      | 41    | 1     |
| 2016-2017             | CSKA Moscou                       | D1                    | 18          | 1           | 1                     | 0                     | 1          | 0          | C1                             | 5                              | 0                              | -      | -      | 25    | 1     |
| 2017-2018             | CSKA Moscou                       | D1                    | 19          | 1           | -                     | -                     | -          | -          | C1+C3                          | 6+4                            | 0                              | -      | -      | 29    | 1     |
| Sous-total            | Sous-total                        | Sous-total            | 341         | 8           | 47                    | 0                     | 8          | 0          | -                              | 106                            | 3                              | 58     | 0      | 560   | 11    |
| Total sur la carrière | Total sur la carrière             | Total sur la carrière | 357         | 9           | 47                    | 0                     | 8          | 0          | -                              | 107                            | 3                              | 58     | 0      | 577   | 12    |

## Palmarès
CSKA Moscou
- Coupe UEFA
  - Vainqueur : 2005
- Championnat de Russie
  - Champion : 2003, 2005, 2006, 2013, 2014, 2016
  - Vice-champion : 2002, 2004, 2008, 2010, 2015, 2017, 2018
- Coupe de Russie
  - Vainqueur : 2005, 2006, 2008, 2009, 2011, 2013
  - Finaliste : 2016
- Supercoupe de Russie
  - Vainqueur : 2004, 2006, 2007, 2009, 2013
  - Finaliste : 2010, 2016